# STS-119
STS-119は、2009年3月16日に打ち上げられたスペースシャトルディスカバリーによる国際宇宙ステーション(ISS)組み立てミッションである。
主要任務として、2009年5月末からISSが3人常駐体制から6人常駐体制になることへ備えて電力を増やすために、最後の太陽電池パドルであるS6トラスを取り付けた。これによりISSは基本モジュール構成がほぼ完成した。
また若田光一がJAXA宇宙飛行士としては初めてのISS長期滞在ミッションを開始し、STS-127(2J/A)で帰還するまで約4ヶ月間の滞在を行った。

## 乗組員
- リー・アーシャムボウ (2)— 船長
- ドミニク・アントネリ (1)— パイロット
- ジョセフ・アカバ (1)— ミッションスペシャリスト(船外活動) — (初のプエルトリコ出身の宇宙飛行士)
- スティーブン・スワンソン（英語版） (2)— ミッションスペシャリスト(船外活動)
- リチャード・アーノルド（英語版） (1)— ミッションスペシャリスト(船外活動)
- ジョン・フィリップス (3)— ミッションスペシャリスト(ロボットアーム)

出発する"第18-19次長期滞在員"
- 若田光一 (3)— ミッションスペシャリスト(ロボットアーム) — ( 日本，JAXA)

帰還する"第18次長期滞在員"
- サンドラ・マグナス (2)— ミッションスペシャリスト

※ かっこ内の数字は、今回を含めたフライト経験数。

## トラブル
当初、打ち上げは2009年2月12日に予定されていた。しかし、ディスカバリーの前回のミッション( STS-124 )の帰還後の点検によって、外部燃料タンクの加圧のために水素ガスの流量を調節するオービタ側の弁(水素ガス加圧ライン流量調節弁)のひとつに小さな亀裂が入っていたことが判明した。このため弁の損傷が飛行時に重大な影響を及ばさないか検証するため、2月19日に延期された。その後の検査によっても損傷の原因が特定されず、飛行への影響がはっきりしないため、2月22日以降に延期された。だが検証が一向に進まず、2月27日以降へと変更されたが、その直後さらに数日延期すると発表された。結局、弁の損傷の原因は特定されず、弁を取り替える事によって安全性を確認出来たため、打ち上げ日時は3月12日に決められたが、その後の準備が予定より早く終わったため1日前倒して3月11日にされた。打ち上げ当日、外部燃料タンクへの燃料注入中に、蒸発した水素ガスを排出するための配管の結合部から大量の水素ガスが漏れるトラブルのため打ち上げは中止となり、3月15日へと延期された。
相次ぐ打ち上げ延期のため、ISSへ人員交換のため打ち上げられるソユーズとスケジュールが重なってしまい、ミッション当初の飛行予定の15日間から14日間へ短縮され、船外活動は4回から3回へ減らされた。
これはISS自体はシャトルとソユーズが同時にドッキングできる構造にはなっているが、緊急時以外は安全のため、ソユーズのドッキング時にシャトルがISSから離れる規則があるためである。
打ち上げ直前、外部燃料タンクの壁に1匹のコウモリが留まっているのが発見された。スタッフが音などで飛び立たせようとしたが飛び立たず、カウントダウンはそのまま続行され、シャトルは打ち上げられた。おそらくコウモリは発射の衝撃で振り落とされてしまったと推測されている。（STS-90でも同様のことがあった）
船外活動中、機器の結合部分が上手く噛み合わなかったり、ケーブルのコネクタ部分が固くて抜けないなどのトラブルでいくつかの作業がキャンセルされた。